# Restoran Sederhana
Restoran Sederhana (PT Sederhana Citra Mandiri) – indonezyjska sieć barów szybkiej obsługi oferujących kuchnię Padang, założona w 1972 roku. Siedziba przedsiębiorstwa znajduje się w Dżakarcie. W 2018 roku funkcjonowało 115 barów Restoran Sederhana w różnych regionach kraju.
W 2008 i 2018 odnotowano, że Restoran Sederhana to najpopularniejsza sieć barów szybkiej obsługi w Indonezji.